# ペルディッカス

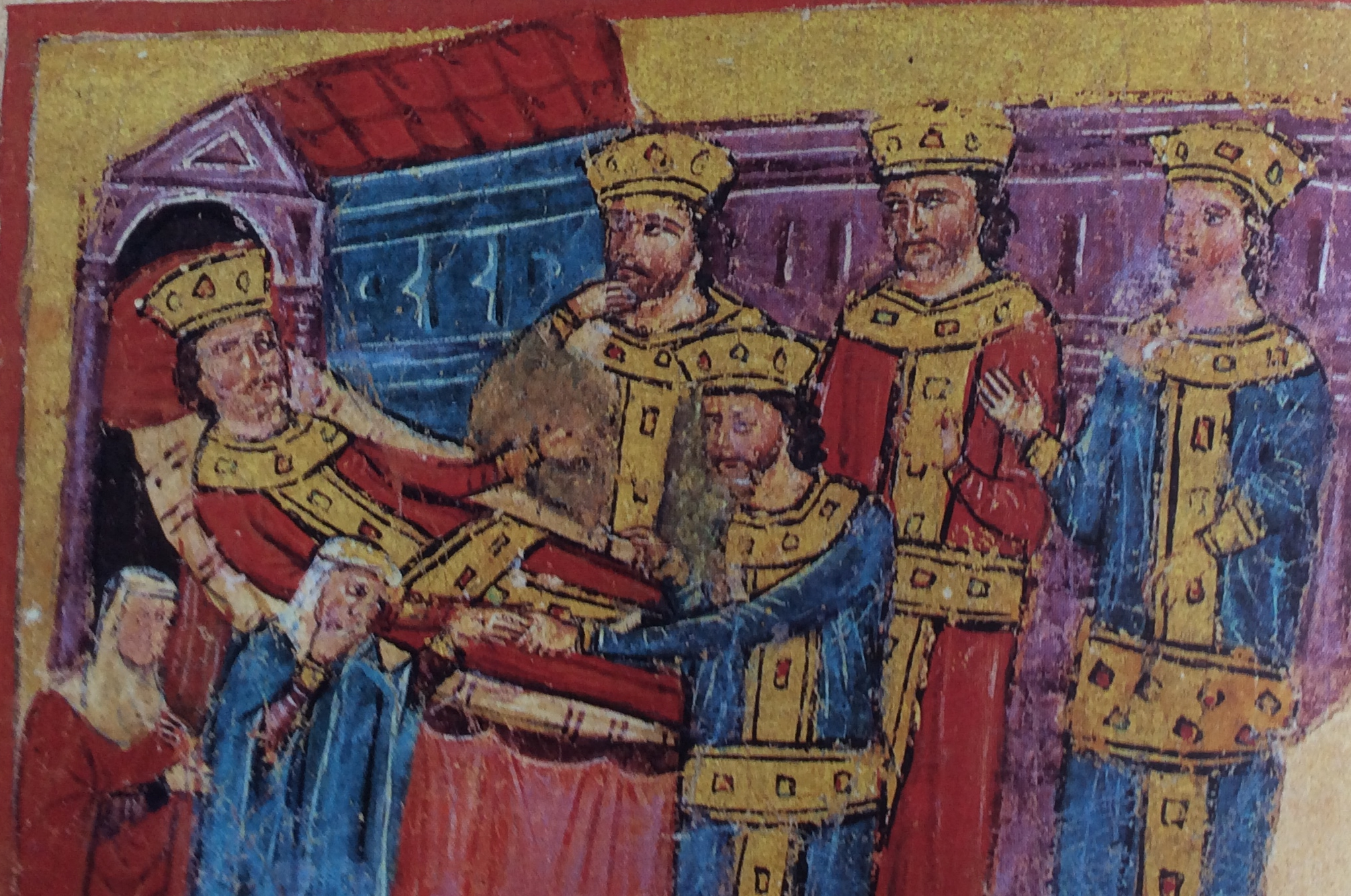
ペルディッカス

ペルディッカス（ギリシア語: Περδίκκας、ラテン文字転記：Perdiccas、? - 紀元前321年または紀元前320年）は、アレクサンドロス3世に仕えたマケドニア王国の将軍であり、ディアドコイの一人である。オレスティスのマケドニア貴族オロンテスの子で、弟にはアルケタスがいる。

## アレクサンドロスの下で
紀元前335年、ピリッポス2世の暗殺に乗じてマケドニアに対して武装蜂起したテバイとの戦いで、ディオドロスによれば、諸戦はアレクサンドロス3世の区処と指示に従い行われたがテバイ側からの激しい攻撃によって一時後退を余儀なくされ、戦闘の終末近くになってペルディッカスは新たな命令を受け、戦闘の最終段階で防備が手薄になった裏門から、別働隊を率いて市内に突入するよう命ぜられペルディッカスは裏門からの攻撃にまわり、市内突撃に成功したとあり、アッリアノスによれば陣営警備の任に当たっていた時にペルディッカスはアレクサンドロスの命令を待たずに敵の防柵に攻撃をかけ、他の部隊もそれに加わって大規模な戦いになった。ペルディッカスはテバイ軍の前哨部隊を撃破したが、敵の第二陣への攻撃の際に負傷し、後方に移された。その後、テバイは陥落したとある。（この他にもある、アッリアノスとクレイタルコス系やディオドロスの記事の食い違いは、後年ペルディッカスと政敵として対立したプトレマイオスが著作の中で出来うる限り、ペルディッカスの名誉や功績を削除、もしくは改竄した結果をアッリアノスが参考文献とした事によるものである）また、アレクサンドロスの北伐にもペルディッカスは参加し、王の指揮下でグラウキアスとクレイトスを夜襲して破った。
ペルディッカスはアレクサンドロスの東征に参加し、グラニコス川の戦い、イッソスの戦い、ガウガメラの戦いといった主要な会戦で重装歩兵部隊を指揮した。クレイタルコス系資料によればペルディッカスはガウガメラの戦いでコイノス、メニダスと共に瀕死の重傷を負った。
またソグディアナではアレクサンドロスが敵に備えて軍を五つの部隊に分け、ペルディッカスは第三部隊の指揮をした。パレイタカイでは岩砦攻略の為の工事をペルディッカスは、レオンナトス、プトレマイオスと共に監督をし、インドでは、ペルディッカスはヘファイスティオンと共にゴルギアス、白のクレイトス、メレアグロス麾下の各歩兵全部隊、それにヘタイロイ騎兵隊の半数及び傭兵騎兵隊の全部を任され、タクシレスとその他の首長たちも同行して、インドス川に向かってペウケラオティスの地方へと派遣され、アレクサンドロスから進軍の途上にあたる拠点と云う拠点は全て武力により制圧するか、条件を付けて降伏させ支配下におくようにとの指示と、インドス河畔に到着したら、渡河に役立つ物や必要な物を準備しておくようにと指示を受け、インドス川付近に到着すると、ペルディッカスとヘファイスティオンはオロバティスという町を固めてから、守備隊を残してインドス川へと向かい、河畔に到着すると早速インドス川を舟橋で繋ぎアレクサンドロスからの指示を果たす作業に取り掛かり、アレクサンドロスと合流するまでにペルディッカス、ヘファイスティオンの部隊は小船を多数と三十人橈船を二隻用意し、タクシレスのオンピスから糧沫を受け取った。ペルディッカスは王の信頼篤い重臣の一人でもあった。紀元前326年のヒュダスペス川の戦いではペルディッカスは騎兵の一隊を率い。カタイオイ人との戦いではペルディッカスは自らの騎兵隊とアステタイロイ部隊を率いた。サンガラ攻略後は、その一帯を掠奪及び抵抗勢力の鎮圧の為に、アレクサンドロスはペルディッカスに軽装の部隊をつけて派遣し、同時にエウメネスにも兵をつけて抵抗勢力に向かわせた。（アッリアノスではサンガラ制圧時のペルディッカス隊の動きは書かれていない）
紀元前325年のマッロイ人との戦いではペルディッカスは指揮下の騎兵隊とクレイトスの騎兵隊およびアグリアネス人部隊を付け、現地のインド人が逃げ込んでいる別のマッロイ人の町に分遣され、アレクサンドロスはペルディッカスに市内の者達を監視するよう、ただしアレクサンドロスが傍まで迫っている事を、町から脱出した住民の一部が他の原住民に伝達しないようにせよと、指示されたペルディッカスが町に着くと、住民が全て逃亡した事を知るが、住民たちがまだ町からそれほど離れていない場所までしか逃げていない事が分かったので、逃げる住民の後を追い、逃れきれなかった相手を殲滅した。町に立て籠ったマッロイ人達との最大の戦いでは、ペルディッカスはアレクサンドロスが二手に分けた軍勢の片方を任され、ペルディッカスが指揮する部隊の多くは梯子を持ってこなかったので、町を囲む壁を崩すなどして市内への突入を試みた。そして先に市内へ突入していたアレクサンドロスが敵の矢に射掛けられ瀕死の重傷を負った際、一説にはペルディッカスがアレクサンドロスの体内に入り込んだ鏃を取り出す為に、自分の剣で傷口を切開たとも伝えられる。アレクサンドロスが負傷後、ペルディッカスはアバスタイ人を従える為に派遣され、アケネシス、ヒュドラオルテス両河の合流点近くに設営された船団が配備された基地にてアレクサンドロスは、ペルディッカスが任務を終えて帰還するまで待った。紀元前324年にヘファイスティオンが病死した際にはアレクサンドロスからヘファイスティオンの遺体を託されバビュロンにて葬儀を上げた後、ヘタイロイの指揮官の地位を引き継ぎ、同時に千人隊長の任に就いた。また、同年スサにて開催された集団結婚式で、ペルディッカスはメディア太守でペルシア貴族のアトロパテスの娘を娶った。

## アレクサンドロスの死後
ペルディッカスは臨終のアレクサンドロスによって印綬の指輪を渡され、(ユニティヌスは、これを「暗黙の」後継者指名だったと記しアッリアノスではこの経緯が欠損している)王の死後に開かれたバビロン会議では主導権を握り、王の遺児でまだ生まれぬロクサネの子（後のアレクサンドロス4世）の暫定的な後見人、摂政となり、帝国の実質的なトップの座に就いた。その際、ペルディッカスはアレクサンドロスの異母兄弟のアリダイオスを推す歩兵とそれに迎合した武将メレアグロスとの騒動で一時は殺されそうになった。騎兵と他の諸将の支持を得たペルディッカスは歩兵たちを演説によって説得して和解し、アリダイオスを王としてロクサネの子が男子ならその共同統治者とし、共にロクサネの子の後見人になることにしてメレアグロスとも妥協し、難なきを得た。しかし、その直後に神殿に逃げ込んだメレアグロスを殺害した。
その後、ペルディッカスはバビロン会議で未だ征服されぬカッパドキアを割り当てられた盟友エウメネスのためにカッパドキアへと遠征し、同地の王アリアラテス1世を滅ぼした。また、自らの勢力の安定化のため、重臣アンティパトロスとの連携を目論み、彼の娘ニカイアとの結婚を申し出たが、ペルディッカスを自分の側に引き入れようと考えたアレクサンドロス3世の母オリュンピアスは、自分の娘クレオパトラとの結婚を勧めた。そこでペルディッカスは一旦アンティパトロスの娘と結婚し、すぐ離婚してクレオパトラと結婚しようとした。アンティパトロスはそれに怒り、彼に警戒心を抱いていたクラテロス、プトレマイオス、アンティゴノスらの諸将と共に対ペルディッカス同盟を結び、戦争の運びとなった。
ペルディッカスは小アジアに味方の諸将を配置しつつ、そこでの戦いをエウメネスに任せ、自身はプトレマイオスを滅ぼすべく軍勢を率いてエジプトに向かった。しかしナイル渡河に失敗し、落胆した兵士たちによって反乱が起こり、ペルディッカスは部下のペイトン、アンティゲネス、セレウコスらによって暗殺された。

## 逸話、エピソード
アッリアノスは『ギリシア奇談集』において「マケドニア人ペルディッカスは、アレクサンドロスに仕えた将軍であるが、非常に豪胆で、ある時には牝のライオンが巣にしている洞窟に単身で入っていった。彼はライオンに気が付かなかったのだが、ライオンは仔を連れて出ていった。ペルディッカスはこの事の為に皆の者から、その豪胆さを讃嘆されたようである。」と記述している。

## 註
1. ↑  アッリアノス, IV. 27-28
2. ↑  Diod.,ⅩⅦ.11.1
3. ↑  Diod.,ⅩⅦ.12.3-4
4. ↑  Diod.,ibid..アッリアノス,I,8.1
5. ↑  ibid, I. 8
6. ↑  ibid, I. 6
7. ↑  ibid, I. 24, II. 8, III. 11
8. ↑  Curt.,Ⅳ.16.32.cf.Diod.,ⅩⅦ.61.3
9. ↑  Curt.,idid.
10. ↑  ibid, IV. 16, 22, VI. 9
11. ↑  ibid, V. 12
12. ↑  Curt.,Ⅸ.1.19.cf.Plut.,Eum.,1.2
13. ↑  10.^ ibid, VI. 6
14. ↑  Diod.,ⅩⅦ.110.8
15. ↑  ibid, VII. 4
16. ↑  ユスティヌス, XII. 15
17. ↑  Justin.,Ⅶ.15.13
18. ↑  ディオドロス, XVIII. 3
19. ↑  ユスティヌス, XIII. 2
20. ↑  ibid, XIII. 3
21. ↑  ibid, XIII. 4
22. ↑  ibid, XIII. 6
23. ↑  ibid, XIII. 8
24. ↑  アッリアノスⅩⅡ.,39